# Stimpfach
Stimpfach är en kommun och ort i Landkreis Schwäbisch Hall i regionen Heilbronn-Franken i Regierungsbezirk Stuttgart i förbundslandet Baden-Württemberg i Tyskland. Den tidigare kommunen Rechenberg uppgick i Stimpfach 1 november 1973.
Kommunen ingår i kommunalförbundet Crailsheim tillsammans med staden Crailsheim och kommunerna Frankenhardt och Satteldorf.